# Les Rats de Montsouris
Les Rats de Montsouris est un roman policier français de Léo Malet, paru en 1955 aux Éditions Robert Laffont. C'est le cinquième des Nouveaux Mystères de Paris, série ayant pour héros Nestor Burma.

## Résumé
Dans la chaleur étouffante d'une nuit de l'été 1954, Ferrand, un ancien truand et camarade de captivité au Stalag, téléphone à Nestor Burma et lui demande de le rejoindre rue du Moulin-de-la-Vierge autour d’une table de billard. Mais le détective doit être vêtu en clochard et l'aborder comme s'il ne le connaissait pas. Comme par hasard, le détective est convoqué le même jour près du parc Montsouris par l’avocat général Gaudebert, un homme de loi destitué de son poste après la Seconde Guerre mondiale, car soupçonné d’avoir collaboré avec les Allemands pendant l’Occupation. L’ancien juriste confie à Burma qu'il est inquiet, car un certain Ferrand le fait chanter et pourrait devenir plus dangereux.
Quand, peu après, Burma rencontre Ferrand, ce dernier lui avoue faire partie des « Rats de Montsouris », un gang de cambrioleurs qui opèrent dans le quartier.  Avant d'en révéler plus, Ferrand est assassiné. Burma, bien décidé à le venger, mène l'enquête.

## Aspects particuliers de l'ouvrage
Le roman se déroule dans le 14e arrondissement de Paris.
Léo Malet, qui a vécu une bonne partie de sa vie dans ce quartier de Paris, évoque avec acuité l'atmosphère des rues environnantes et des abords du Parc Montsouris.

## Éditions
- Éditions Robert Laffont, 1955
- Club du livre policier, coll. « Les Classiques du roman policier » no 35, 1965 (avec Brouillard au pont de Tolbiac et une préface de Thomas Narcejac)
- LGF, coll. « Le Livre de poche » no 3850, 1974
- Éditions des Autres, 1979
- Fleuve noir, coll. « Les Nouveaux mystères de Paris » no 6, 1982, réédition en 1994
- 10-18, coll. « Grands détectives » no 1813, 1986
- Éditions Robert Laffont, coll. « Bouquins », 1986 ; réédition en 2006
- Presses de la Cité, 1989
- Pocket no 14319, 2010

## Adaptations

### À la télévision
- 1988 : Les Rats de Montsouris, téléfilm français réalisé par Maurice Frydland, avec Gérard Desarthe (Nestor Burma).

### En bande dessinée
- Les Rats de Montsouris de Léo Malet, adapté par le scénariste Emmanuel Moynot et le dessinateur François Ravard, d'après l'univers de Jacques Tardi, Paris, Casterman, 2020[1]  (ISBN 978-2-203-19083-2)

## Sources
- Jacques Baudou (dir.), Les Nombreuses Vies de Nestor Burma, Nantes, Les Moutons électriques, coll. « La Bibliothèque rouge no 18 », 2010, 333 p. (ISBN 978-2-36183-003-8, OCLC 670472170), p. 108-112.
- Francis Lacassin, Sous le masque de Léo Malet, Nestor Burma, Amiens, Encrage, coll. « Portraits » (no 4), 1991 (ISBN 978-2-906-38932-8, OCLC 406670086), p. 83-88
- Jean Tulard, Dictionnaire du roman policier : 1841-2005. Auteurs, personnages, œuvres, thèmes, collections, éditeurs, Paris, Fayard, 2005, 768 p. (ISBN 978-2-915793-51-2, OCLC 62533410), p. 609.